# Damjan Danilović
Damjan Danilović (in montenegrino Дамјан Даниловић; Cattaro, 1º aprile 1982) è un pallanuotista montenegrino, precedentemente jugoslavo e serbo-montenegrino.
Cresce nel Primorac, squadra della sua città natale, dove disputa i suoi primi campionati da professionista già a partire dall'età di 15 anni. In patria milita anche nello Jadran e nel Budva, esperienze intervallate da una stagione al Marsiglia nel 2007-08.
Arriva in Italia nel 2012, prelevato dall'Acquachiara, per poi fare ritorno al Primorac la stagione successiva. Nel 2014 torna in Italia, all'Ortigia, squadra di serie A2, con cui ottiene la promozione in massima serie quello stesso anno.
In ambito internazionale spicca la vittoria dell'Europeo 2008 di Malaga, dopo aver battuto in finale la Serbia con il risultato di 6-5. Di Danilović l'importante rete del momentaneo 5-4.

## Palmarès

### Club
- Campionato montenegrino: 1

Budva: 2010-11
- Campionato della RF Jugoslavia: 1

Jadran Herceg Novi: 2005-06
- Coppa del Montenegro: 3

Jadran Herceg Novi: 2007
Budva: 2008, 2011
- Campionato francese: 1

Marsiglia: 2007-08
- Coppa di Serbia e Montenegro: 2

Primorac: 2003
Jadran H.N.: 2006

### Nazionale
- Europei

Malaga 2008: 
- World League

Podgorica 2009: 
Niš 2010: 